# Shuma-Gorath
Shuma-Gorath est une créature démoniaque évoluant dans l'univers Marvel de la maison d'édition Marvel Comics. Créé par le scénariste Steve Englehart et le dessinateur Frank Brunner, le personnage de fiction apparaît pour la première fois dans le comic book Marvel Premiere #5 en novembre 1972 comme un adversaire du Docteur Strange.
Le nom du personnage s'inspire d'une création du romancier américain Robert E. Howard.
Dans le film Doctor Strange in the Multiverse of Madness, Strange, Wong et America Chavez affrontent une créature tentaculaire appelé Gargantos, qui est semblable à Shuma-Gorath.

## Création
Shuma-Gorath apparaît pour la première fois en tant qu'adversaire du Docteur Strange dans Marvel Premiere #5 (novembre 1972).
Le nom du personnage est tiré de la nouvelle de Robert E. Howard The Curse of the Golden Skull (La malédiction du crâne doré), dans laquelle un magicien en train de mourir, nommé Rotath, invoque les « livres liés de fer de Shuma-Gorath » dans une malédiction contre l'humanité.

## Biographie du personnage

### Origines
Shuma-Gorath est un démon natif d'un royaume extra-dimensionnel. Il fait partie des Anciens Dieux apparus sur Terre il y a des millions d'années. Il régna sur terre sur une région nommée Cimmérie. Son culte exigeait des sacrifices humains.
Il y a plus de 21 000 ans, un jeune dieu nommé Crom aida un jeune shaman à emprisonner le démon sur le Mont Crom.
Vers 10 000 av. J.-C., un couple de sorciers, Kulan Gath et Vammatar, cherchèrent à libérer Shuma-Gorath pour le réduire en esclavage. Mais ils échouèrent une première fois en se trahissant mutuellement. La seconde fois, Conan réussit à bannir l'entité.

### Parcours
De nos jours, Shuma-Gorath tenta de renaître sur Terre à travers l'esprit de l'Ancien via ses agents Cauchemar, Sligguth, Ebora, N'Gabthoth, Dagoth, et Kathulos. Incapable de stopper le démon, le Docteur Strange tua l'Ancien pour renvoyer le monstre dans son royaume, ce qui permit à l'Ancien d'atteindre l'unité universelle.
Plus tard, les parchemins de protection furent presque détruits lors d'un duel contre Urthona, et les barrières s'affaiblirent. Forcé d'utiliser la magie noire pour affronter les serviteurs de Shuma-Gorath, Strange parvint à fusionner avec le démon et s'empala ; cela détruisit temporairement le monstre.
Cependant, Shuma-Gorath existe toujours et cherche à dominer le monde. Il est invoqué pour fournir de sombres pouvoirs dans plusieurs dimensions.

## Pouvoirs et capacités
Dans sa dimension, Shuma-Gorath est une créature omnipotente. Il génère sa propre énergie mystique mais peut aussi absorber la magie d'autrui.
- Shuma-Gorath manipule la magie sur une échelle planétaire et peut émettre de puissants rayons dévastateurs.
- Il communique par télépathie.
- Sa forme physique varie, mais la plus courante est celle d'un œil gigantesque entouré de six tentacules.
- Même s'il est détruit physiquement, il peut se reconstituer dans sa dimension, et semble donc immortel.